# فرودگاه مسکوایت
فرودگاه مسکوایت (به انگلیسی: Mesquite Airport) یک فرودگاه همگانی با کد یاتا MFH است که یک باند فرود آسفالت دارد و طول باند آن ۱۵۵۴ متر است. این فرودگاه در کشور ایالات متحده آمریکا قرار دارد و در ارتفاع ۶۰۲ متری از سطح دریا واقع شده‌است.